# Hemicordulia ogasawarensis
Hemicordulia ogasawarensis – gatunek ważki z rodziny szklarkowatych (Corduliidae).